# Incassamento
L'incassamento, in linguistica, è, insieme alla ricorsività, uno dei più tipici meccanismi di espansione sintattica. Si verifica quando un sintagma è usato come componente di un altro sintagma. Così, ad esempio, nella frase:
- Ho parlato con il tizio che avete indicato come successore.

il sintagma che avete indicato come successore non si comporta come sintagma verbale, ma come modificatore della testa (il tizio) di un più ampio sintagma nominale. Si dice perciò che è "incassato" nel sintagma Ho parlato con il tizio.
Un altro incassamento è rappresentato nel seguente esempio:
- Che tu non fossi lui era chiaro fin dal primo momento.

dove il sintagma verbale che tu non fossi lui viene adoperato come testa di un sintagma nominale e rappresenta il soggetto della frase.
L'incassamento può avvenire in diverse posizioni rispetto al sintagma: nel primo esempio si trova a destra, nel secondo a sinistra, ma può trovarsi anche al centro, come nel seguente esempio:
- Il film che mi hai consigliato non era un granché.

Una tipica manifestazione dell'incassamento è la proposizione relativa, in cui il fenomeno può essere associato al meccanismo di ricorsività, come nel seguente esempio:
- Il film che tu, che hai sempre ottimo gusto, mi hai consigliato non era un granché.

Non esistono limiti precisi all'adozione di incassamenti, se non la gestibilità dei costrutti da parte degli interlocutori.